# Christian Eric Fahlcrantz

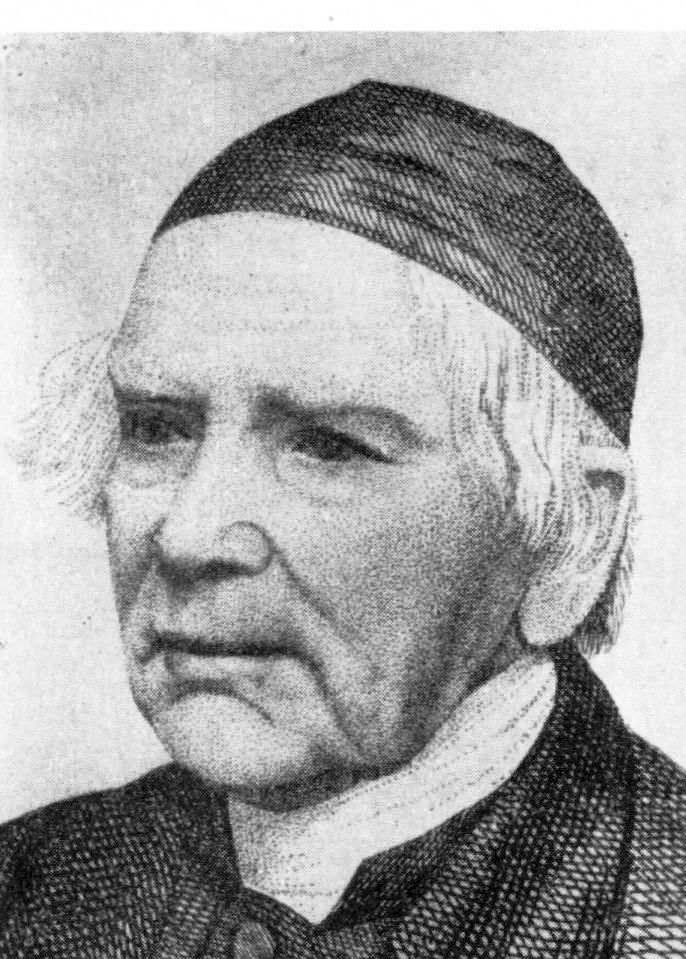
Christian Eric Fahlcrantz

Christian Eric Fahlcrantz (Stora Tuna, 30 augustus 1790 - ?, 6 augustus 1866) was een Zweeds theoloog en schrijver. In 1821 doceerde hij Arabisch, en was professor aan de universiteit van Uppsala tot 1849 (onder andere in Oosterse talen), waarna hij bisschop werd in het sticht van Västerås. In 1842 werd hij lid van de Zweedse Academie (zetel 2), waar hij Carl Peter Hagberg opvolgde.